# Sampo Ahto

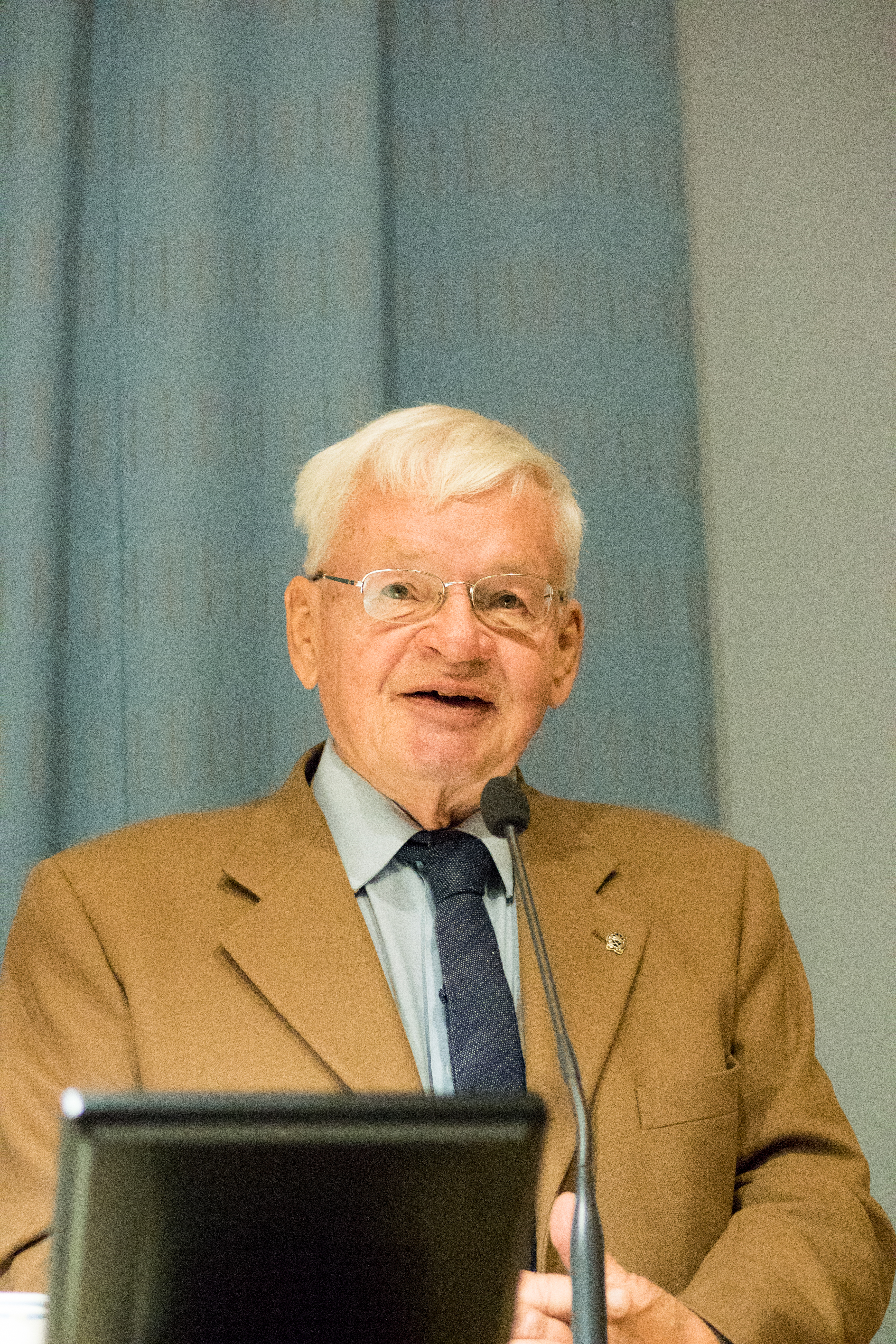
Sampo Ahto (2014)

Sampo Ahto (* 13. Januar 1938 in Helsinki) ist ein finnischer Militärhistoriker. Ahto diente als Oberst im Generalstab der Finnischen Streitkräfte.

## Werke (Auswahl)
- Aseveljet vastakkain – Lapin sota 1944–1945. Kirjayhtymä, Helsinki 1980, ISBN 951-26-1726-9.
- Operative Idee und ihre Grundlagen. Ausgewählte Operationen des Zweiten Weltkriegs, 1989.